# リトル・ルルとちっちゃい仲間
『リトル・ルルとちっちゃい仲間』（リトル・ルルとちっちゃいなかま）は、1976年10月3日から1977年4月3日まで、NETテレビ（現：テレビ朝日）系で毎週日曜19:00 - 19:30（日本標準時）枠に於いて放送された朝日放送 (ABC) ・日本アニメーション制作のテレビアニメである。全26話。

## 概説
原作は、アメリカの女流漫画家マージョリー・ヘンダーソンの『リトル・ルル』であり、日本でリメイクしアニメ化された。
1980年代までは一部の地方局で再放送が行われていたが、2014年現在は権利関係の都合上、再放送および映像ソフト化は行われていない。
本番組の終了後にNET系の日曜19時枠と土曜19:00枠との枠交換が行われ、日曜19時には『三枝の結婚ゲーム』が移動し、朝日放送 (ABC) ・日本アニメーション制作枠は土曜19時に移行し、『超合体魔術ロボ ギンガイザー』が開始された。

## ストーリー
アメリカのとある町に住む、7歳くらいの明るく活発な少女・ルル。中くらいの普通の家庭で、ダディとマミィの両親と一緒に楽しい毎日を送っている。気が強い下町っ子の少女アニーや太り気味だが気の優しいトビー、金持ちの御曹司だが決して偉ぶらないウィルバー、喧嘩っ早い庶民派小僧のイギーがルルの友達だ。愉快な仲間がひとつになって、色々な騒動を繰り広げる日常コメディーアニメ。

## スタッフ
- 原作 - マージョリー・ヘンダーソン「WESTERN PUBLISHING COMPANY INC LITTLE LULU」
- 脚本 - 高橋二三
- 場面設定 - 辻伸一
- 音楽 - 越部信義
- キャラクターデザイン - 関修一
- 絵コンテ - 石黒昇、前田達夫、黒川文男、黒田昌郎、大館克子
- 作画監督 - 辻伸一、百瀬義行、北島信幸 ほか
- 美術監督 - 吉原一輔、大山哲史 ほか
- 録音監督 - 松浦典良
- 撮影監督 - 黒木敬七
- 仕上・検査 - 浜口恭子
- 編集 - 古川雅士
- 現像 - 東京現像所
- 撮影 - トランスアーツ
- 演出助手 - 早川啓二、楠葉宏三
- 制作デスク - 梅原勝
- プロデューサー - 児玉征太郎
- 演出 - 黒川文男
- 制作 - 日本アニメーション、朝日放送

## 主題歌
- オープニングテーマ -  「リトル・ルルとちっちゃい仲間」
- エンディングテーマ -  「わたしはルル」
  - 作詞：香山美子、作曲・編曲：越部信義、歌：堀江美都子 （OP、ED）/ ヤング・フレッシュ（OP）

補足
前述の理由により、東映ビデオから発売された『日本アニメーション主題歌大全集』（ビデオソフト、DVD）には収録されていない。

## キャスト
- ルル（声：増山江威子 → 松島みのり（第4話 - 第26話）
- トビー（声：山本圭子）
- ウィルバー、マミィ（声：小原乃梨子）
- イギー（声：松金よね子）
- アニー（声：堀絢子）
- アービン（声：千々松幸子）
- ブッチー（声：増岡弘）
- フルーリィ（声：辻村真人）
- ダディ（声：加藤正之）

## 放映リスト
| 話 | 放映日         | サブタイトル           |
| -- | -------------- | ---------------------- |
| 1  | 1976年 10月3日 | ちびっこ天使           |
| 2  | 10月10日       | 大さわぎのおるすばん   |
| 3  | 10月17日       | がんばれ見はり番       |
| 4  | 10月24日       | 腹ペコレース           |
| 5  | 10月31日       | 捕虜をすくい出せ!      |
| 6  | 11月7日        | 消防車に乗ったルル     |
| 7  | 11月14日       | ちびっ子レースの優勝者 |
| 8  | 11月21日       | 海賊の宝さがし         |
| 9  | 11月28日       | 仲たがいはやめろ       |
| 10 | 12月5日        | 人さわがせな人形       |
| 11 | 12月12日       | にこにこ顔はつらいよ   |
| 12 | 12月19日       | 執事を追いだせ         |
| 13 | 12月26日       | 美しい女スパイ         |
| 14 | 1977年 1月9日  | へんなうさぎ狩り       |
| 15 | 1月16日        | 泥のケーキを追え!      |
| 16 | 1月23日        | 女の子は大歓迎         |
| 17 | 1月30日        | 木が病気になっちゃった |
| 18 | 2月6日         | おやつを追いかけろ!    |
| 19 | 2月13日        | 今日から学校           |
| 20 | 2月20日        | ペンキ大戦争           |
| 21 | 2月27日        | バイオリンをこわせ     |
| 22 | 3月6日         | 猛獣パーティ           |
| 23 | 3月13日        | 火星旅行へ出発だ!      |
| 24 | 3月20日        | 土ほり競争             |
| 25 | 3月27日        | 七面鳥で大さわぎ       |
| 26 | 4月3日         | マミィの誕生日         |

## 放送局
- 朝日放送（制作局）：日曜 19:00 - 19:30
- 北海道テレビ：日曜 19:00 - 19:30[1]
- 秋田放送：水曜 17:30 - 18:00[2]
- 山形テレビ：月曜 - 金曜 16:30 - 17:00[3]
- 東日本放送：日曜 19:00 - 19:30[4]
- 福島テレビ：月曜 - 金曜 17:00 - 17:30[5]
- NET：日曜 19:00 - 19:30
- 名古屋テレビ：日曜 19:00 - 19:30
- 新潟放送：水曜 18:00 - 18:30（1977年1月 - 3月）→ 水曜 17:30 - 18:00（1977年4月 - 7月）[6]
- 長野放送：日曜 9:00 - 9:30[7]
- 広島ホームテレビ：日曜 19:00 - 19:30
- 瀬戸内海放送：日曜 19:00 - 19:30
- 南海放送：火曜 17:25 - 17:55[8]
- テレビ高知：木曜 17:00 - 17:30[9]
- 九州朝日放送：日曜 19:00 - 19:30

## 漫画
- 小学二年生 1976年11月号 - 12月号連載　作画：斎藤栄一